# کولافلوگ
کولافلوگ (به سوئدی: Kullaflyg) یک شرکت هواپیمایی با کد یاتا DC است که در تاریخ ۲۰۰۳ میلادی تأسیس شده است.
دفتر مرکزی کولافلوگ در انگلهولم/هلسینگبورگ، سوئد واقع شده‌است و به ۵ مقصد، پرواز مستقیم انجام می‌دهد.